# Fernão Gomes
Fernão Gomes (XV secolo – XV secolo) è stato un mercante ed esploratore portoghese, originario di Lisbona.

## Biografia
Nel 1469, il re Alfonso V del Portogallo gli concesse il monopolio del commercio nel Golfo di Guinea. Oltre al pagamento di un canone annuo di 200000 reais, Gomes avrebbe dovuto esplorare 100 leghe di costa africana all'anno, per cinque anni (in seguito l'accordo sarebbe stato prorogato di un altro anno). Successivamente ricevette il monopolio del commercio del pepe della Guinea per un pagamento annuale di 100000 reais.
Gomes con gli esploratori João de Santarém, Pêro Escobar, Lopo Gonçalves, Fernão do Pó e Pedro da Sintra fece diverse spedizioni, raggiungendo il Capo di Santa Catarina e le isole del Golfo di Guinea.
Nel 1471 raggiunsero Elmina, dove trovarono un fiorente commercio di oro alluvionale e nel 1474 divenne noto come "Fernão Gomes da Mina". Inoltre con i suoi profitti derivanti dal commercio africano, Fernão Gomes aiutò il re portoghese a conquistare Asilah, Ksar es-Seghir e Tangeri in Marocco, dove fu nominato cavaliere. Successivamente, nel 1478, grazie alla sua enorme influenza sull'economia del regno, fu nominato membro del Consiglio Reale.
Nel 1482, il nuovo re Giovanni II del Portogallo fece costruire a Elmina una fabbrica per la gestione dell'industria orafa locale nei pressi del castello di Elmina.
Gomes sposò Catarina Leme, figlia illegittima del mercante fiammingo-portoghese Martim Leme. Insieme ebbero due figli: Catarina Leme e Nuno Fernandes da Mina.